# Gmina Vreshtas
Gmina Vreshtas (alb. Komuna Vreshtas) – gmina położona we wschodniej części Albanii. Administracyjnie należy do okręgu Korcza w obwodzie Korcza. W 2011 roku populacja gminy wynosiła 7513 – 3675 kobiety oraz 3838 mężczyzn, z czego Albańczycy stanowili 82,39% mieszkańców, Grecy 1,58%.
W skład gminy wchodzą cztery miejscowości: Vreshtas, Sheqeras, Bregas, Podgorie.